# Доње Сварче
Доње Сварче је насеље у Србији у општини Блаце у Топличком округу. Према попису из 2022. било је 50 становника (према попису из 1991. било је 161 становника).

## Демографија
У насељу Доње Сварче живи 110 пунолетних становника, а просечна старост становништва износи 53,7 година (52,9 код мушкараца и 54,4 код жена). У насељу има 60 домаћинстава, а просечан број чланова по домаћинству је 2,03.
Ово насеље је великим делом насељено Србима (према попису из 2002. године), а у последња три пописа, примећен је пад у броју становника.
|  |

| Демографија | Демографија | Демографија |
| Година      | Становника  | Становника  |
| ----------- | ----------- | ----------- |
| 1948.       | 430         |             |
| 1953.       | 434         |             |
| 1961.       | 349         |             |
| 1971.       | 278         |             |
| 1981.       | 202         |             |
| 1991.       | 161         | 161         |
| 2002.       | 122         | 122         |

| Етнички састав према попису из 2002.‍ | Етнички састав према попису из 2002.‍ | Етнички састав према попису из 2002.‍ | Етнички састав према попису из 2002.‍ | Етнички састав према попису из 2002.‍ |
| ------------------------------------ | ------------------------------------ | ------------------------------------ | ------------------------------------ | ------------------------------------ |
|                                      |                                      |                                      |                                      |                                      |
| Срби                                 | Срби                                 |                                      | 121                                  | 99,18%                               |
| Хрвати                               | Хрвати                               |                                      | 1                                    | 0,81%                                |
| непознато                            | непознато                            |                                      | 0                                    | 0,0%                                 |

| Година пописа     | 1948. | 1953. | 1961. | 1971. | 1981. | 1991. | 2002. |
| ----------------- | ----- | ----- | ----- | ----- | ----- | ----- | ----- |
| Број домаћинстава | 73    | 77    | 78    | 75    | 71    | 63    | 60    |

| Број чланова      | 1  | 2  | 3 | 4 | 5 | 6 | 7 | 8 | 9 | 10 и више | Просек |
| ----------------- | -- | -- | - | - | - | - | - | - | - | --------- | ------ |
| Број домаћинстава | 19 | 30 | 5 | 2 | 4 | 0 | 0 | 0 | 0 | 0         | 2,03   |

| Пол    | Укупно | Неожењен/Неудата | Ожењен/Удата | Удовац/Удовица | Разведен/Разведена | Непознато |
| ------ | ------ | ---------------- | ------------ | -------------- | ------------------ | --------- |
| Мушки  | 51     | 8                | 37           | 4              | 2                  | 0         |
| Женски | 61     | 8                | 34           | 16             | 1                  | 2         |
| УКУПНО | 112    | 16               | 71           | 20             | 3                  | 2         |

| Пол    | Укупно                    | Пољопривреда, лов и шумарство | Рибарство                            | Вађење руде и камена | Прерађивачка индустрија       |
| ------ | ------------------------- | ----------------------------- | ------------------------------------ | -------------------- | ----------------------------- |
| Мушки  | 14                        | 8                             | 0                                    | 0                    | 1                             |
| Женски | 12                        | 7                             | 0                                    | 0                    | 2                             |
| УКУПНО | 26                        | 15                            | 0                                    | 0                    | 3                             |
| Пол    | Производња и снабдевање   | Грађевинарство                | Трговина                             | Хотели и ресторани   | Саобраћај, складиштење и везе |
| Мушки  | 0                         | 0                             | 0                                    | 0                    | 1                             |
| Женски | 0                         | 0                             | 0                                    | 0                    | 0                             |
| УКУПНО | 0                         | 0                             | 0                                    | 0                    | 1                             |
| Пол    | Финансијско посредовање   | Некретнине                    | Државна управа и одбрана             | Образовање           | Здравствени и социјални рад   |
| Мушки  | 0                         | 1                             | 0                                    | 2                    | 0                             |
| Женски | 0                         | 0                             | 0                                    | 2                    | 0                             |
| УКУПНО | 0                         | 1                             | 0                                    | 4                    | 0                             |
| Пол    | Остале услужне активности | Приватна домаћинства          | Екстериторијалне организације и тела | Непознато            | Непознато                     |
| Мушки  | 0                         | 0                             | 0                                    | 1                    | 1                             |
| Женски | 0                         | 0                             | 0                                    | 1                    | 1                             |
| УКУПНО | 0                         | 0                             | 0                                    | 2                    | 2                             |